# Ma vie sans pétrole
Pour plus de détails, voir Fiche technique et Distribution.
Ma vie sans pétrole (Katastrofin aineksia) est un film finlandais réalisé par John Webster, sorti en 2008.

## Synopsis
Le documentariste John Webster tente de réduire sa dépendance aux produits issus du pétrole pendant un an.

## Fiche technique
- Titre : Ma vie sans pétrole
- Titre original : Katastrofin aineksia
- Réalisation : John Webster
- Scénario : John Webster
- Photographie : Tuomo Hutri et John Webster
- Montage : Nils Pagh Andersen et John Webster
- Production : Kristiina Pervilä
- Société de production : Magic Hour Films et Millennium Film
- Pays :  Finlande et  Danemark
- Genre : Documentaire
- Durée : 85 minutes
- Dates de sortie : 
  -  Finlande : 19 septembre 2008

## Distinctions
Le film a été nommé pour trois Jussis et a reçu celui du meilleur documentaire.